# Brixia Tour
De Brixia Tour was een meerdaagse wielerwedstrijd die tussen 2001 en 2011 in de maand juli werd verreden rond de Italiaanse stad Brescia, in Lombardije. De Brixia Tour maakte deel uit van de UCI Europe Tour en was geclassificeerd als een 2.1-wedstrijd.
De Brixia Tour werd voor het eerst verreden in 2001, de Australiër Cadel Evans werd de winnaar. Davide Rebellin is de enige meervoudige winnaar, hij won in 2006 en 2007.
De koers ging in 2012 niet door vanwege geldgebrek, in 2013 stond er weer een editie op het programma, maar ook die ging niet door. Sindsdien is de wedstrijd niet meer georganiseerd.

## Erelijst
| Jaar | Winnaar            | Tweede                | Derde                |
| ---- | ------------------ | --------------------- | -------------------- |
| 2001 | Cadel Evans        | Milan Kadlec          | Raffaele Ferrara     |
| 2002 | Igor Astarloa      | Mirko Celestino       | Gianluca Valoti      |
| 2003 | Martin Derganc     | Francesco Casagrande  | Mirko Celestino      |
| 2004 | Danilo Di Luca     | Paolo Tiralongo       | Massimiliano Gentili |
| 2005 | Emanuele Sella     | Davide Rebellin       | Pedro Arreitunandia  |
| 2006 | Davide Rebellin    | Marco Marzano         | Roeslan Pidhorny     |
| 2007 | Davide Rebellin    | Santo Anzà            | Matteo Carrara       |
| 2008 | Santo Anzà         | Francesco Masciarelli | Eddy Ratti           |
| 2009 | Giampaolo Caruso   | Domenico Pozzovivo    | Leonardo Bertagnolli |
| 2010 | Domenico Pozzovivo | Morris Possoni        | Daniel Martin        |
| 2011 | Fortunato Baliani  | Domenico Pozzovivo    | Diego Ulissi         |

### Meervoudige winnaars
| Overwinningen | Renner          | Land   | Jaren       |
| ------------- | --------------- | ------ | ----------- |
| 2             | Davide Rebellin | Italië | 2006 + 2007 |

### Overwinningen per land
| Overwinningen | Land                        |
| ------------- | --------------------------- |
| 8             | Italië                      |
| 1             | Australië, Spanje, Slovenië |